# Lamalera A
Lamalera A is een bestuurslaag in het regentschap Lembata van de provincie Oost-Nusa Tenggara, Indonesië. Lamalera A telt 976 inwoners (volkstelling 2010).